# Kreis Vaslui

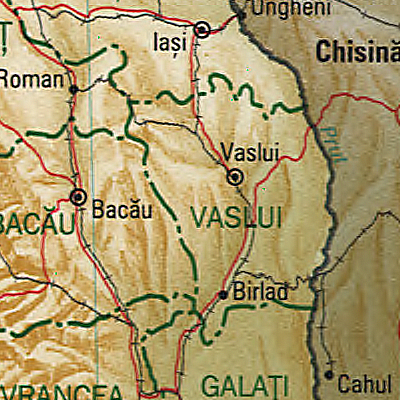
Karte des Kreises Vaslui

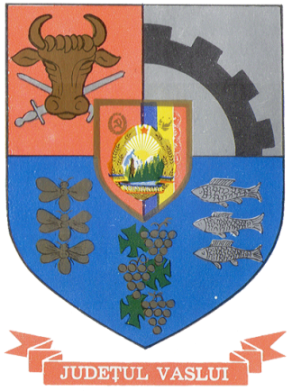
Wappen des Kreises Vaslui, zur Zeit des Realsozialismus

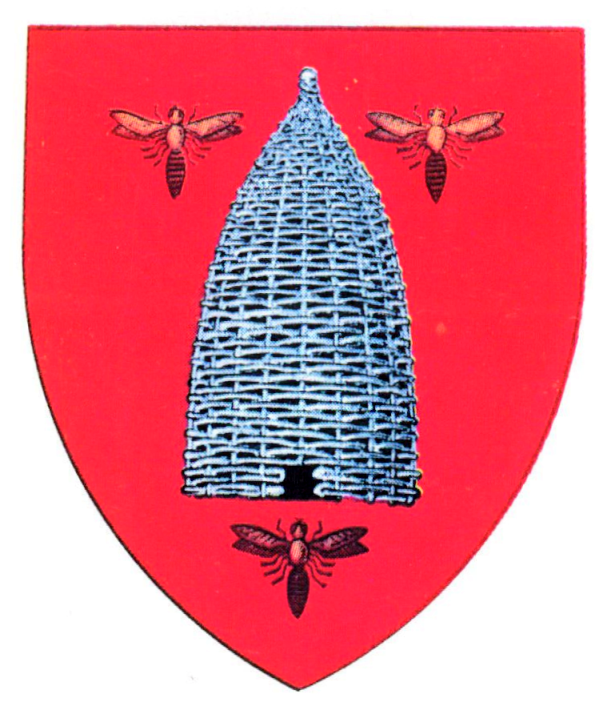
Wappen des Kreises Vaslui, in der Zwischenkriegszeit

Vaslui [vasˈluj] ist ein rumänischer Kreis (rumänisch Județ) in der Region Moldau mit der Kreishauptstadt Vaslui. Seine gängige Abkürzung und das Kfz-Kennzeichen sind VS.
Der Kreis Vaslui grenzt im Norden an den Kreis Iași, im Osten an die Republik Moldau, im Süden an den Kreis Galați, im Südwesten an den Kreis Vrancea, im Westen an den Kreis Bacău und im Nordwesten an den Kreis Neamț.

## Demographie
Im Jahr 2002 hatte der Kreis Vaslui 455.049 Einwohner und eine Bevölkerungsdichte von 86 Einwohnern pro km². Davon waren 449.796 Rumänen, 4.873 Roma, 134 Lipowaner, 33 Juden, 22 Griechen, 21 Türken, 20 Deutsche.
2011 hatte der Kreis 395.499 Einwohner, somit eine Bevölkerungsdichte von 74 Einwohnern pro km².

## Geographie
Der Kreis Vaslui hat (nach unterschiedlichen Angaben) eine Gesamtfläche von 5318 km² dies entspricht 2,23 % der Fläche Rumäniens.
Im Osten Rumäniens, vom Fluss Bârlad in Nord-Süd-Richtung durchquert, befindet sich der Kreis östlich der Ostkarpaten in der historischen Region des Fürstentums Moldau (Principatul Moldovei). Zwischen den Gemeinden Drânceni im Norden und Blăgești im Süden grenzt der Fluss Pruth (Prut) den Osten des Kreises ab.

## Städte und Gemeinden
Der Kreis Vaslui besteht aus offiziell 465 Ortschaften. Davon haben fünf den Status einer Stadt, 81 den einer Gemeinde und die übrigen sind administrativ den Städten und Gemeinden zugeordnet.

### Größte Orte
| Stadt/Gemeinde            | Einwohner |
| ------------------------- | --------- |
| Vaslui (dt. Wassluy)      | 63.035    |
| Bârlad (dt. Bariach)      | 52.475    |
| Huși (dt. Hussburg)       | 25.045    |
| Zorleni                   | 08.804    |
| Negrești                  | 07.530    |
| Murgeni                   | 06.853    |
| Stănilești                | 05.006    |
| Banca                     | 04.991    |
| Berezeni                  | 04.487    |
| Dragomirești              | 04.389    |
| Băcești                   | 04.293    |
| Puiești                   | 04.121    |
| Muntenii de Jos           | 04.090    |
| Lipovăț                   | 04.024    |
| Drânceni                  | 03.956    |
| (Stand: 1. Dezember 2021) |           |